# Balsam de tigru

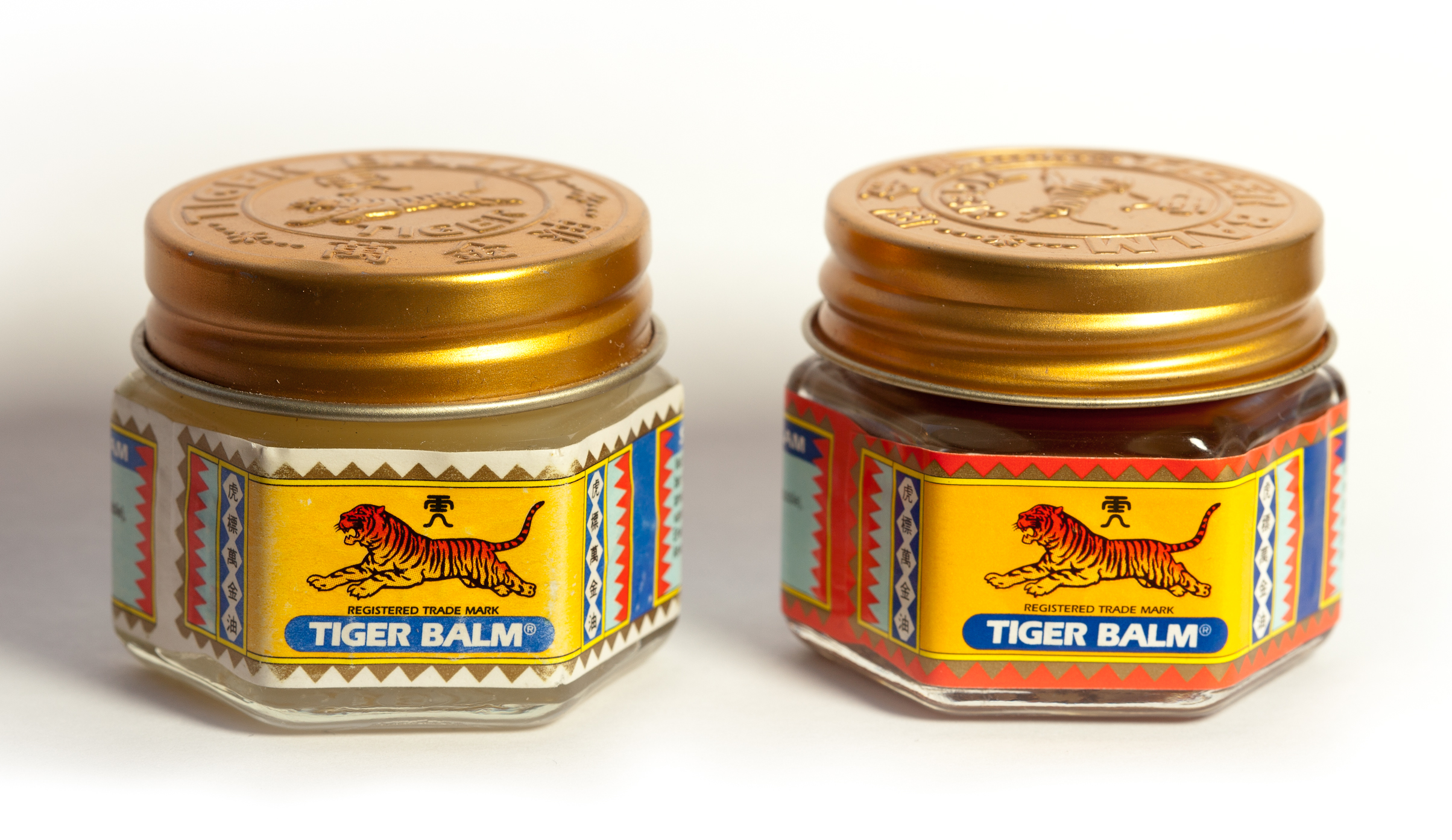
Balsam de tigru de culoare albă și roșie

Balsamul de tigru (în chineză: 虎標萬金油; pinyin: Hǔbiao Wànjīnyóu, în engleză Tiger Balm) este numele comercial al unui unguent pentru frecții în caz de răceli, mușcături de insecte sau dureri ale mușchilor și articulațiilor. 
Acesta a fost creat în anii 1870, de farmacistul Aw Chu Kin (chineză: 胡子欽; pinyin: Hú Zǐqīn) în Rangoon, și după moartea inventatorului  a fost produs la scara industrială de către compania farmaceutică Haw Par Healthcare , cu sediul în Singapore. Compania a fost fondata de către fii săi Aw Boon Cât și Aw Boon Par și produsul ei cel mai celebru este Tiger Balm . Nici unul dintre produse nu conține ingrediente provenite de la tigri . "Tiger" este traducerea prenumelui "Haw". Balsamul de tigru e comercializat în Germania de către compania Queisser Pharma (Doppelherz)
Unguentul de culoare albă conține mentol, camfor, ulei de Cajeput, alte uleiuri esențiale, precum și vaselină. În plus,este disponibilă o versiune de culoare roșie , ce mai conține un derivat din ulei de scorțisoară . Varianta albă are un efect de răcire și este potrivită, de exemplu, pentru ameliorarea durerii după înțepături de țânțar, și infecții respiratorii. Unguentul roșu, dimpotrivă, are un efect de încălzire și este potrivit, de exemplu, pentru utilizare în caz de musculatură încordată. Balsamul de tigru poate avea un efect calmant asupra durerii de cap. Cu privire la acțiunea unguentelor ce conțin mentol împotriva ciupercii unghiilor nu există însă suficiente dovezi de eficacitate.